# Костёл Святого Спасителя (Варшава)

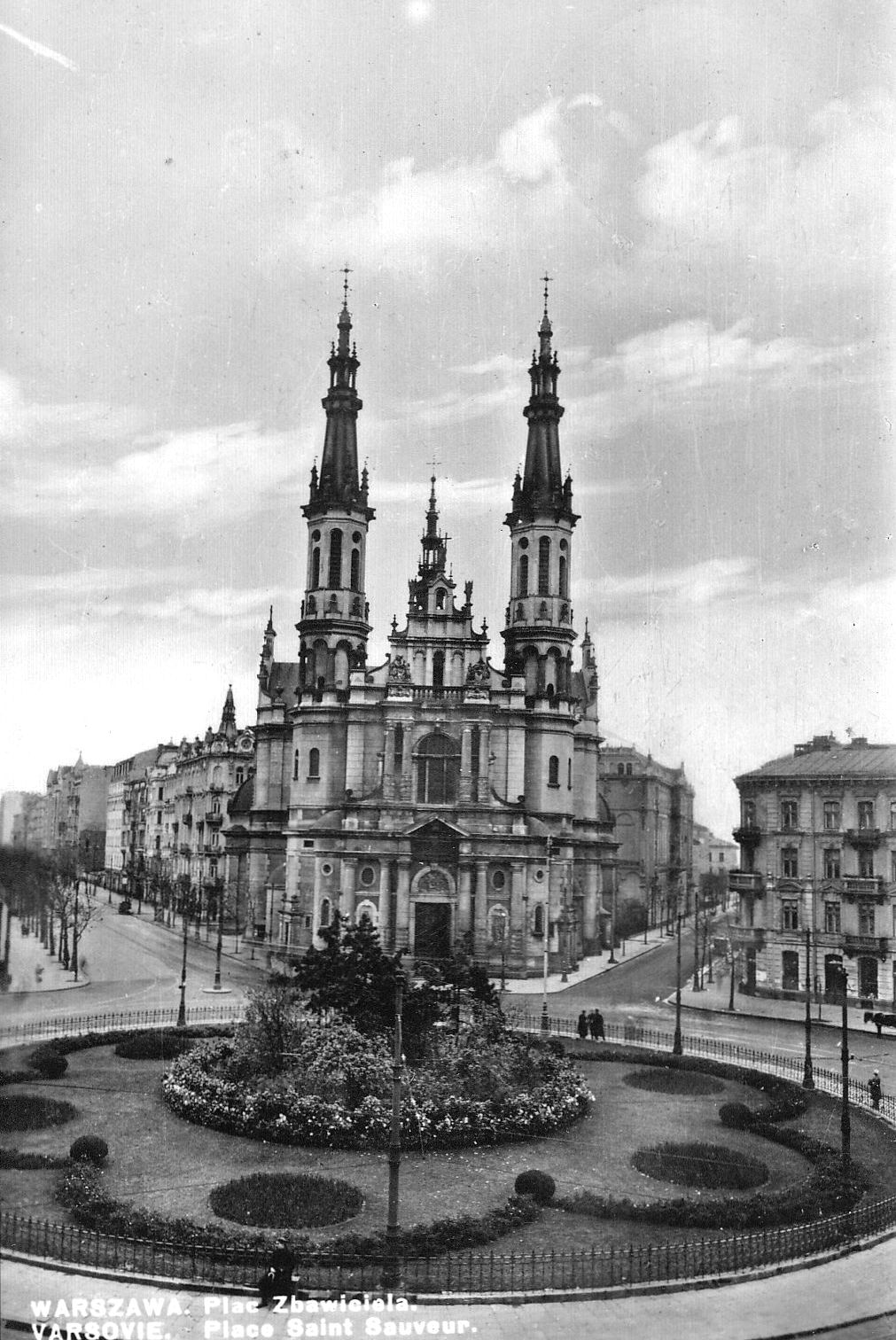
Костёл Святого Спасителя в 1939 году

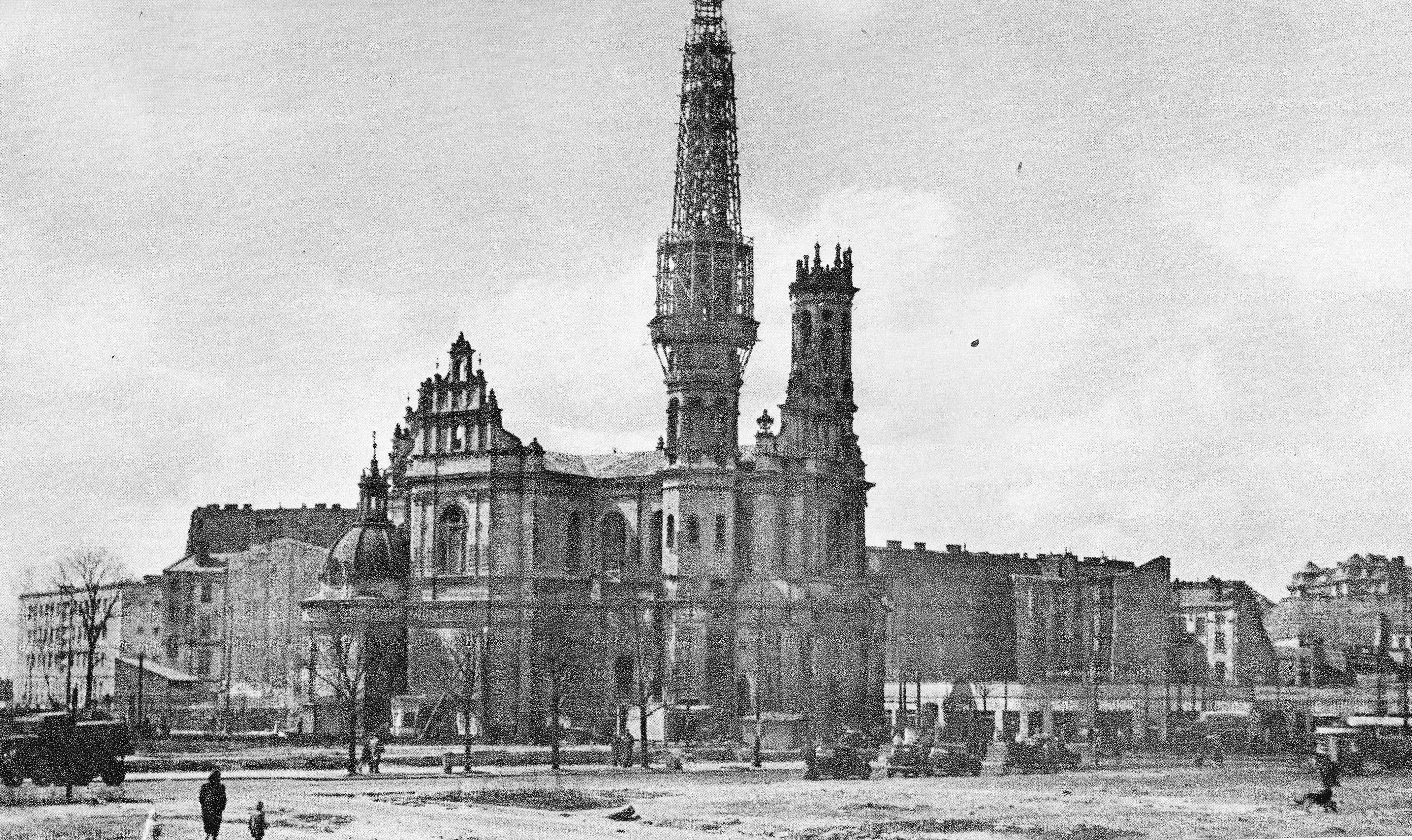
Послевоенная реконструкция храма

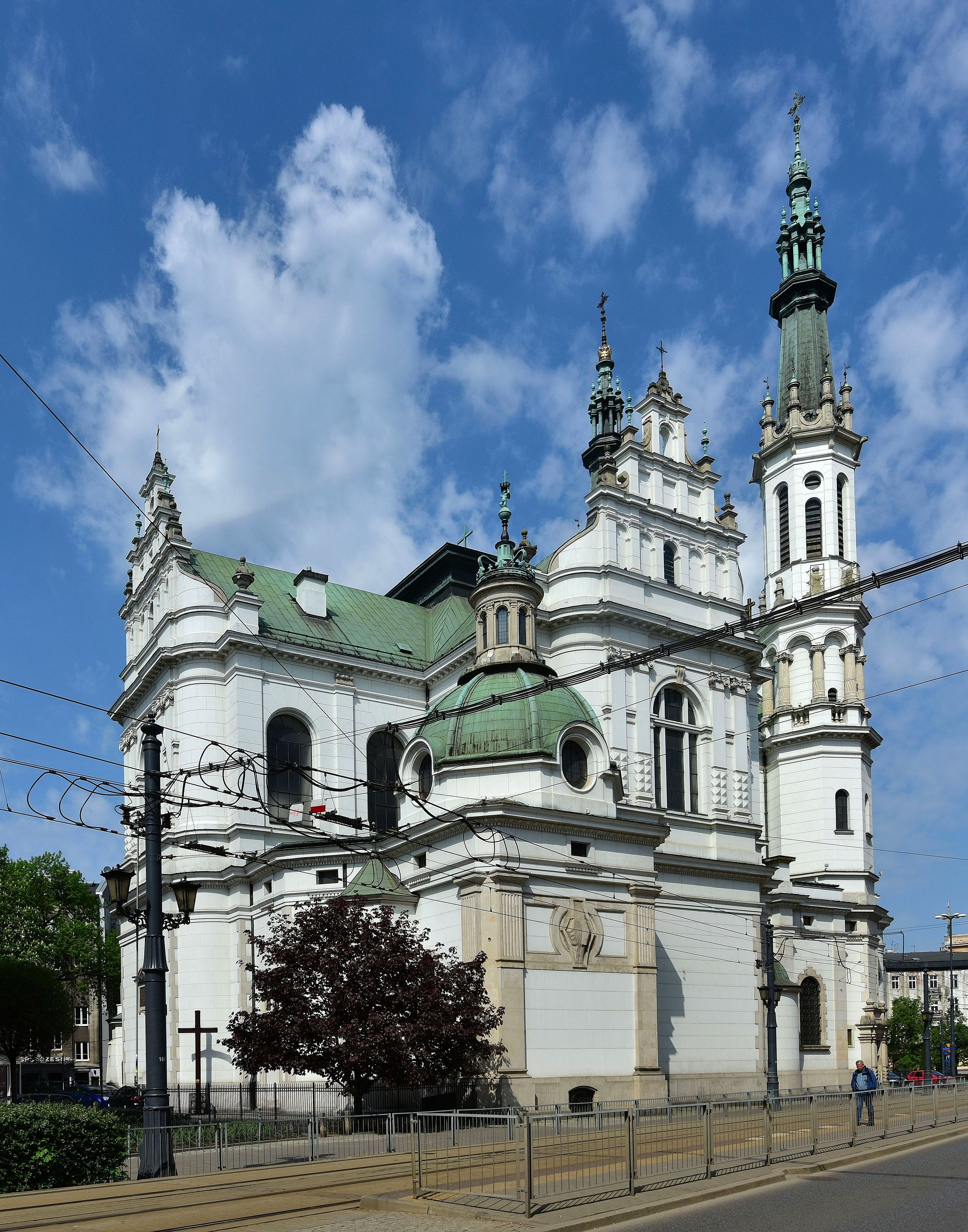
Храм со стороны Маршалковской улицы

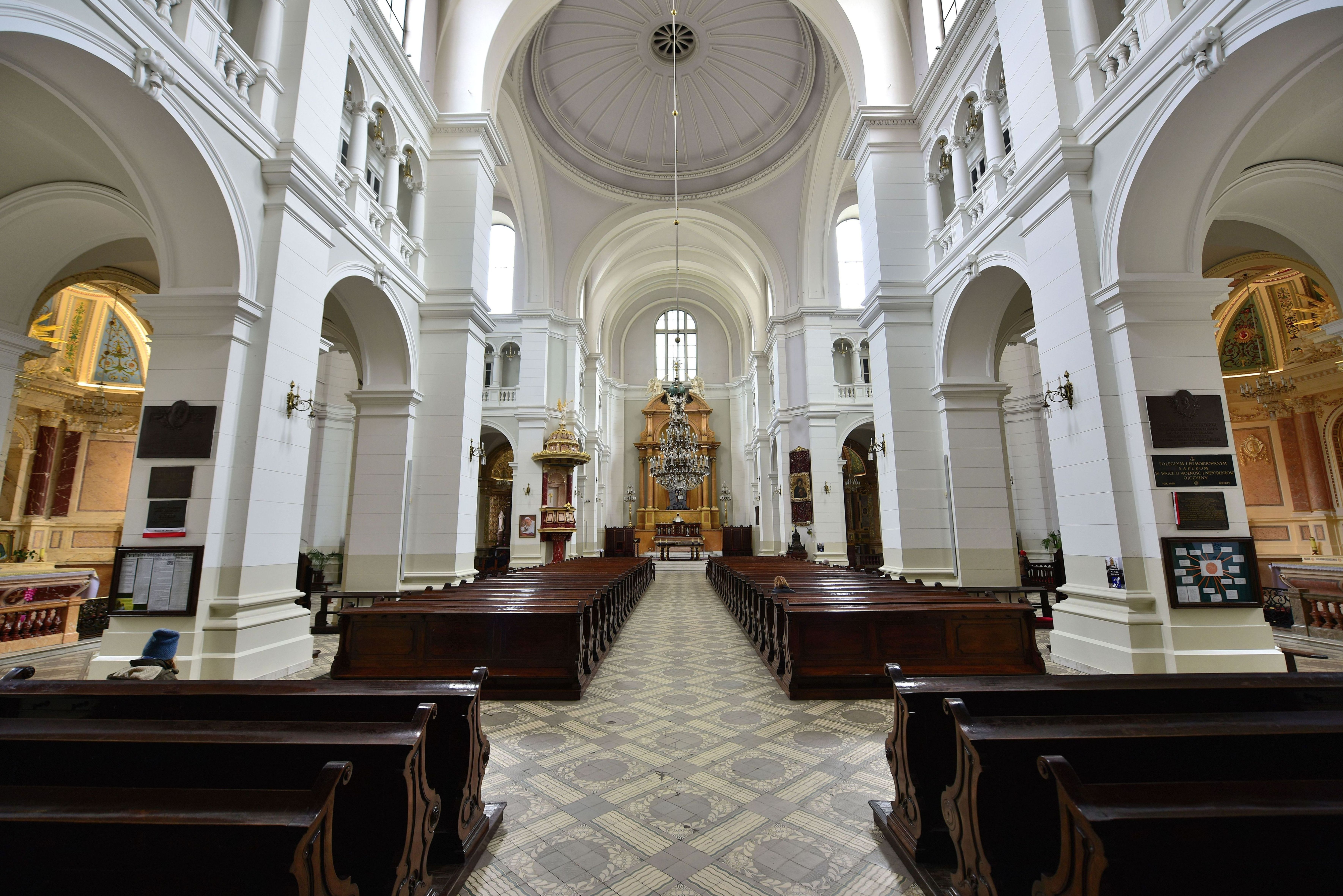
Интерьер храма

Костёл Свято́го Спаси́теля (пол. Kościół Najświętszego Zbawiciela) — римско-католический храм на Спасской площади в районе Средместье в Варшаве.

## История
Южная часть располагавшейся у Уяздовского замка площадь Ротонда была отведена под сады и огороды. В 1822 году владелец местности Луи Леран продал часть сада Петру Гарнье, который построил на этом месте кирпичный постоялый двор под названием «Красный».
По инициативе архиепископа, митрополита Варшавского Винценты Попела, учитывая волеизъявление жителей Южного Средместья и Уяздова, которые хотели отметить юбилейный 1900 год строительством великолепного храма, в 1899 году был образован Комитет по строительству церкви под руководством прелата-священника Якуба Симека. В 1900 году был приобретён участок между Маршалковской и Мокотовской улицами. 12 октября 1901 года состоялась церемония закладки краеугольного камня. Конкурс на проект церкви выиграл Стефан Шиллер, но реализация была поручена архитектору, автору, в том числе, церкви Святого Войцеха на Воле и Святого Флориана в Праге, Юзефу Дзеньковскому — выпускнику Школы изящных искусств в Варшаве и Академии художеств в Санкт-Петербурге. Храм был спроектирован в виде латинского креста.
Церковь частично была предоставлена верующим в 1903 году, а в 1907 году, после благословения монсеньора Симека, передана в пользование полностью. Приход Святого Спасителя был открыт 1 января 1911 года, а 23 октября 1927 года храм был освящен епископом Станиславом Галлом. Первым настоятелем был прелат Роман Рембелинский. Из-за начавшейся Первая мировая война работы по отделке и украшению интерьера не были закончены и продолжались до начала Второй мировой войны.
Во время Второй мировой войны церковь серьезно пострадала. В сентябре 1939 года при бомбардировке Варшавы снаряды разрушили башню, западную башню и крышу. Паникадило (самое большое из паникадилов варшавских церквей того времени) также обрушилось в результате пожара и полностью разрушилось. Очередные разрушения принесли в 1944 году, когда после подавления Варшавского восстания немцы начали сносить дома и храмы. Для этого в нижний храм, расположенный параллельно поперечному нефу храма, на линии часовня Богородицы — ризница, были заложены мины. Взрывом разорвавшейся мины были полностью разрушены свод нижнего храма и расположенный непосредственно над ним придел, частично повреждены пресвитерия главного алтаря и верхняя часть амвона, нанесены значительные повреждения потолку храма и витражам и полностью разрушен орган. Два колокола расплавились, третий был конфискован оккупантами.
Во время оккупации храм, собиравший толпы верующих, посещали и скрывавшиеся евреи. Один из них, Михал Зильберг, вспоминал Йом-кипур, проведённый в храме в 1943 году: в какой-то момент к горстке молящихся евреев подошел священник и помолился за них.
Во время Второй мировой войны в приходе служил Игнаций Субера .
После войны, благодаря энергии и стараниям тогдашнего управляющего приходом отца Каноника Константина Погожельского были быстро проведены подготовительные работы по восстановлению разрушенного по проекту архитектора Веслава Коновича. К счастью, план по адаптации восстановленной церкви к развитию Маршалковского жилого района не был реализован. Богослужения были перенесены в уцелевший приходской дом на Мокотовской улице, дом 13 — с использованием для этого зрительного зала, где был устроен алтарь (с 1949 года там размещается Современный театр). 6 августа 1946 года в костеле состоялось отпевание более 5 тонн праха жертв Варшавского восстания, который затем в 117 гробах был перевезен на кладбище Варшавских повстанцев Вольской улице в Варшаве.
Ремонтные работы, направленные на устранение наиболее серьезных повреждений, расчистку завалов и приведение храма в состояние, позволяющее совершать богослужения, продолжались до 1948 года — тогда храм был передан верующим.
Одним из послевоенных викариев этого прихода был Флориан Клевиадо, впоследствии — главным капелланом Войска Польского.
Распоряжением от 3 декабря 2006 года Юзеф Глемп возвел костёл в ранг епархиальной святыни — Святилища Богоматери (название происходит от названия почитаемого в храме образа Божией Матери).
Храм служит академической церковью Варшавского политехнического университета (резиденция академического капеллана «Сандал»

## Архитектура
Церковь Святого Спасителя представляет собой трёхнефную базилику с трансептом и куполом на пересечении нефов, в архитектурном стиле относящемся к формам польского ренессанса и барокко. Над пересечением нефов первоначально находилась 20-метровая башенка, разрушенная при бомбардировке Варшавы немецкой армией в 1939 году, после войны восстановлена не была. На здание церкви повлияла треугольная форма участка, на котором она располагалась, что позволило построить часовню Богородицы со стороны Маршалковской улицы и симметрично ей просторную ризницу со стороны Мокотовской улицы. Характерный главный фасад церкви со стороны Спасской площади в виде портика с колоннами обрамлен двумя стройными башнями и украшен скульптурами святых Петра, святого Павла и святого Феликса Гецевича .

### Часовня и образ Богоматери
В храме, построенном на средства верных и благодарных жителей Варшавы, всегда была только одна часовня — Богоматери. Его форма напоминает форму часовни Сигизмунда Вавельского собора — резиденции польских королей. Замысел создателей состоит в том, чтобы подчеркнуть особый смысл, особую честь, которую Мария имеет в Польше, напомнить ей об особом имени, данном ей поляками — Королева Польши.
Алтарь финансировал Леопольд Хиллер. Он сделан из лепнины. Часовня чрезвычайно красиво украшена и имеет богатую позолоту. На боковой стене картина «Видение Святого Бернарда» Михаэля Вильманна.
Образ Богоматери выполнен по заказу Церковно-строительного комитета. Она была написана в 1909 году известным художником Францишеком Енджейчиком и была приобретена уполномоченным комитетом прелатом Яном Симецом. Образ был освящен на Ясной Горе и торжественно представлен 8 декабря 1909 года настоятелем монастыря на Ясной Горе отцом Евсевием Рейманом. Образ Богоматери представляет собой роспись, выполненную на металло-цинковой основе, которая в свою очередь крепится к деревянной основе. Размеры картины: 130х87 см.
Копия образа Ясной Горы изображает Марию во фронтальном положении с младенцем в левой руке. Богоматерь держит правую руку на груди, указывая на своего сына. Взоры матери и младенца направлены на молящихся. Голова младенца повернута к матери, правой рукой он указывает на неё, а в левой держит Евангелие.
Лицо Марии немного отличается по своему выражению от оригинала. Говорят, что у Богоматери Ясной Горы проницательный взгляд и печаль на лице. У Богоматери определённо взгляд устремлен на молящегося, но прежде всего от её лица исходит неземной покой.
Богородица и Младенец в одеждах. Они сделаны на деревянной основе. На ней моделируются формы из хлопка, обтянутые атласом и бархатом на подкладке из тонкого льняного полотна. Атлас и бархат, из которых состоит платье Богоматери с младенцем, красного цвета, мантия Марии синего цвета. На материал нашиты различные украшения, полудрагоценные камни и цепочки. Края мафория, а также хитон Богородицы и платье младенца отделаны нитками мелкого жемчуга, приклеенными к позолоченной основе.
Фон Образа составляют прикрепленные к земле латунные листы, изображающие четыре сцены из Евангелия: благовещение, рождество Христово, рождество (венчание терновым венцом) и бичевание.
В 1994 году была проведена основательная реставрация картины.
Картина была освящён Папой Римским Иоанном Павлом II 13 июня 1999 года на площади Пилсудского в Варшаве.

### Интерьер
- Главный алтарь посвящен Спасителю. Он был построен в 1922 году по проекту Болеслава Жураковского. Распятие помещено в архитектурную лепную раму. Над ним глобус с иерограммой в картуше IHS (Iesus Hominis Salvator — Иисус Спаситель Человека). Вверху чаша и гостия, символы Евхаристии, которым поклоняются два ангела и сокрушает змей — Сатана. На постаментах по бокам алтаря должны были располагаться фигуры покровителей Польши и Литвы — святого Станислава и святого Казимира. После военных повреждений алтарь был восстановлен в 1945 году.
- Алтарь святой экспедит разработан Стефаном Шиллером.
- Амвон разработан Стефаном Шиллером (1929).
- Две картины Михаэля Вильманна «Видение Святого Августина» и «Видение Святого Бернарда» XVII века, первоначально предназначались для аббатства в Любёнже.
- Купель для крещения, исполненная в 1919 году Тадеушем Бернхардом в качестве обета за счастливое возвращение из России. Она высечена из цельного блока красного гранита и имеет богато украшенную бронзовую крышку, изготовленную в мастерской братьев Лопенских[пол.]. Над купелью икона Богоматери Неустанной Помощи, прославившаяся своими благодатями.
- Орган — первый инструмент был построен в 1912 году в мастерской Яна Тучека из Кутной Горы. Нынешний орган прихода был построен в 1970-х годах фирмой «Януш и Зигмунт Каминьски» на основе оригинального корпуса органа с несколькими голосами и духовым домом. В настоящее время орган имеет 59 голосов (в том числе 10 языковых голосов), поддерживаемых 4 клавиатурами (у предыдущего инструмента были 3 клавиатуры). Действие органа также было изменено с пневматического на электропневматическое.
- В состав органного хора входит табличка, посвященная памяти отца Марсели Новаковского[пол.], приходского священника с 1926 года, расстрелянного в Пальмирах в 1940 году.

## Интересные факты
- 7 сентября 1922 года в церкви был крещён Кшиштоф Камиль Бачиньский[9] .
- В левом нефе храма фрагмент мозаики — ангел из тимпана главного портала снесенного Александро-Невского собора в Варшаве[10].
- Во время шторма 5 сентября 2016 года с правой башни церкви упал крест и, упав, вонзился в крышу храма[11] .
- 7 мая 2019 года в костеле был открыт бюст генералу Юзефу Галлеру, молившемуся на этом месте перед Варшавской битвой в 1920 году[12].
- При костеле действует академический капеллан «Сандал».